# العلاقات اليونانية القبرصية
العلاقات اليونانية القبرصية هي العلاقات الثنائية التي تجمع بين اليونان وقبرص.

## مقارنة بين البلدين
هذه مقارنة عامة ومرجعية للدولتين:
| وجه المقارنة                                              | اليونان                                                                             | قبرص                                                                 |
| --------------------------------------------------------- | ----------------------------------------------------------------------------------- | -------------------------------------------------------------------- |
| المساحة (كم2)                                             | 131.96 ألف                                                                          | 9.24 ألف                                                             |
| عدد السكان (نسمة)                                         | 10.76 مليون                                                                         | 1.14 مليون                                                           |
| الكثافة السكانية (ن./كم²)                                 | 81.54                                                                               | 123.38                                                               |
| العاصمة                                                   | أثينا، نافبليو                                                                      | نيقوسيا                                                              |
| اللغة الرسمية                                             | لغة يونانية، Demotic Greek ‏                                                         | اليونانية الحديثة، اللغة التركية، لغة يونانية                        |
| العملة                                                    | يورو، دراخما، Phoenix (currency) ‏                                                   | يورو، جنيه قبرصي                                                     |
| الناتج المحلي الإجمالي (بليون دولار)                      | 200.29 مليار                                                                        | 21.65 مليار                                                          |
| الناتج المحلي الإجمالي (تعادل القوة الشرائية) بليون دولار | 285.45 مليار                                                                        | 26.73 مليار                                                          |
| الناتج المحلي الإجمالي الاسمي للفرد دولار أمريكي          | 18.00 ألف                                                                           | 23.24 ألف                                                            |
| الناتج المحلي الإجمالي للفرد دولار أمريكي                 | 26.85 ألف                                                                           | 30.24 ألف                                                            |
| مؤشر التنمية البشرية                                      | 0.865                                                                               | 0.850                                                                |
| رمز المكالمات الدولي                                      | +30                                                                                 | +357                                                                 |
| رمز الإنترنت                                              | .gr                                                                                 | .cy                                                                  |
| المنطقة الزمنية                                           | توقيت شرق أوروبا، ت ع م+02:00، ت ع م+03:00، توقيت شرق أوروبا الصيفي ‏، أوروبا/أثينا ‏ | ت ع م+02:00، ت ع م+03:00، توقيت شرق أوروبا، توقيت شرق أوروبا الصيفي ‏ |

## مدن متوأمة
في ما يلي قائمة باتفاقيات التوأمة بين مدن يونانية وقبرصية:
- ترتبط Kastoria Municipality  [لغات أخرى]‏ مع باراليمني [الإنجليزية]‏ باتفاقية توأمة.[16]
- ترتبط Lefkada Municipality  [لغات أخرى]‏ مع باراليمني [الإنجليزية]‏ باتفاقية توأمة.[16]
- ترتبط فيريا مع ستروفولوس باتفاقية توأمة.
- ترتبط أغيا باراسكيفي مع Geroskipou [الإنجليزية]‏ باتفاقية توأمة.[17]
- ترتبط كاليمنوس مع Lakatamia [الإنجليزية]‏ باتفاقية توأمة.
- ترتبط Orestiada Municipality  [لغات أخرى]‏ مع Morphou [الإنجليزية]‏ باتفاقية توأمة.[18]
- ترتبط Municipality of Kalymnos  [لغات أخرى]‏ مع Lakatamia [الإنجليزية]‏ باتفاقية توأمة منذ 1996.[19]
- ترتبط Nikaia-Agios Ioannis Renti [الإنجليزية]‏ مع Kato Polemidia [الإنجليزية]‏ باتفاقية توأمة.[20]
- ترتبط باتراس مع ليماسول باتفاقية توأمة منذ 1 سبتمبر 2001.[21][21][22][22]
- ترتبط كورفو مع بافوس باتفاقية توأمة.
- ترتبط Zakynthos Municipality  [لغات أخرى]‏ مع ليماسول  [لغات أخرى]‏ باتفاقية توأمة منذ 4 أبريل 1998.[23][24]
- ترتبط Dikaios, Kos [الإنجليزية]‏ مع Pano Polemidia [الإنجليزية]‏ باتفاقية توأمة منذ 26 أغسطس 2006.[25]
- ترتبط آرغوس مع إيبسكوبي [الإنجليزية]‏ باتفاقية توأمة.
- ترتبط كاليفيا ثوريكو مع Mesa Geitonia [الإنجليزية]‏ باتفاقية توأمة منذ 3 سبتمبر 1999.[26][27][28]
- ترتبط كوريذالوس مع Ayios Dhometios [الإنجليزية]‏ باتفاقية توأمة منذ 2000.[29]
- ترتبط Saronikos, Attica [الإنجليزية]‏ مع Mesa Geitonia [الإنجليزية]‏ باتفاقية توأمة منذ 2011.[27]
- ترتبط Larissa Municipality  [لغات أخرى]‏ مع Larnaca Municipality  [لغات أخرى]‏ باتفاقية توأمة منذ 24 مايو 1990.[30]
- ترتبط خانية مع بافوس باتفاقية توأمة.
- ترتبط ريثيمنو مع أيا نابا باتفاقية توأمة.
- ترتبط Salamina Municipality  [لغات أخرى]‏ مع Famagusta Municipality  [لغات أخرى]‏ باتفاقية توأمة منذ 2011.[31]
- ترتبط Agios Nikolaos (municipality) [الإنجليزية]‏ مع Ayios Dhometios [الإنجليزية]‏ باتفاقية توأمة منذ 2011.[32]
- ترتبط Aegio Municipal Unit  [لغات أخرى]‏ مع Kyrenia Municipality  [لغات أخرى]‏ باتفاقية توأمة منذ 10 أكتوبر 1999.[33]
- ترتبط Thessaloniki (municipality) [الإنجليزية]‏ مع ليماسول  [لغات أخرى]‏ باتفاقية توأمة منذ 30 يونيو 1984.[23][23][24][24]
- ترتبط كالاماتا مع Aglandjia [الإنجليزية]‏ باتفاقية توأمة.
- ترتبط كالاماريا مع بافوس باتفاقية توأمة.
- ترتبط Ithaca Municipality  [لغات أخرى]‏ مع إنغومي [الإنجليزية]‏ باتفاقية توأمة.[34]
- ترتبط Chios Municipality  [لغات أخرى]‏ مع Kyrenia Municipality  [لغات أخرى]‏ باتفاقية توأمة منذ 20 مايو 1994.[33]
- ترتبط Rethymno (municipality) [الإنجليزية]‏ مع أيا نابا باتفاقية توأمة.[35]
- ترتبط Keryneia, Greece [الإنجليزية]‏ مع Kyrenia Municipality  [لغات أخرى]‏ باتفاقية توأمة منذ 29 مارس 1989.[33]
- ترتبط Pella (municipality) [الإنجليزية]‏ مع درينيا [الإنجليزية]‏ باتفاقية توأمة منذ 2011.[16][30][30][36]
- ترتبط Rafina-Pikermi [الإنجليزية]‏ مع Pano Lefkara [الإنجليزية]‏ باتفاقية توأمة منذ 2011.[37]
- ترتبط Leros Municipality  [لغات أخرى]‏ مع Larnaca Municipality  [لغات أخرى]‏ باتفاقية توأمة منذ 27 سبتمبر 2000.[30]
- ترتبط Nea Filadelfeia-Nea Chalkidona [الإنجليزية]‏ مع Pano Lefkara [الإنجليزية]‏ باتفاقية توأمة منذ 2011.[37]
- ترتبط Amarusio Municipality  [لغات أخرى]‏ مع Lakatamia [الإنجليزية]‏ باتفاقية توأمة منذ 10 يونيو 1992.[19][19]
- ترتبط Piraeus Municipality  [لغات أخرى]‏ مع Larnaca Municipality  [لغات أخرى]‏ باتفاقية توأمة منذ 26 يوليو 1999.[30]
- ترتبط Municipality of Kalamata  [لغات أخرى]‏ مع Aglandjia [الإنجليزية]‏ باتفاقية توأمة منذ 2011.[38]
- ترتبط Spitali Messinia  [لغات أخرى]‏ مع Spitali [الإنجليزية]‏ باتفاقية توأمة منذ 26 يوليو 2013.[39][40]
- ترتبط Dion-Olympos [الإنجليزية]‏ مع غرمسوغيا [الإنجليزية]‏ باتفاقية توأمة منذ 2011.[41][42]
- ترتبط Veria [الإنجليزية]‏ مع ستروفولوس باتفاقية توأمة.[43][43][44][44]
- ترتبط Skopelos Municipality  [لغات أخرى]‏ مع Kyrenia Municipality  [لغات أخرى]‏ باتفاقية توأمة منذ 10 أكتوبر 1999.[33]
- ترتبط Mesologgi Municipality  [لغات أخرى]‏ مع Morphou [الإنجليزية]‏ باتفاقية توأمة.[18]
- ترتبط Leipsoi Municipality  [لغات أخرى]‏ مع Karavas ‏ باتفاقية توأمة.
- ترتبط Municipality of Preveza  [لغات أخرى]‏ مع Paphos Municipality  [لغات أخرى]‏ باتفاقية توأمة.[45]
- ترتبط آليموس مع باراليمني [الإنجليزية]‏ باتفاقية توأمة.[16]
- ترتبط Neapoli-Sykies [الإنجليزية]‏ مع أراديبو [الإنجليزية]‏ باتفاقية توأمة منذ 2011.[46]
- ترتبط Kifisia Municipality  [لغات أخرى]‏ مع Kyrenia Municipality  [لغات أخرى]‏ باتفاقية توأمة منذ 2011.[33]
- ترتبط Artaion Municipality  [لغات أخرى]‏ مع Pano Lefkara [الإنجليزية]‏ باتفاقية توأمة منذ 2011.[37]
- ترتبط Tripoli Municipality  [لغات أخرى]‏ مع باراليمني [الإنجليزية]‏ باتفاقية توأمة.[16]
- ترتبط Kilkis [الإنجليزية]‏ مع Lysi [الإنجليزية]‏ باتفاقية توأمة منذ 2011.[47][47][48][48]
- ترتبط Eordaia [الإنجليزية]‏ مع إنغومي [الإنجليزية]‏ باتفاقية توأمة.[34]
- ترتبط Aegaleo Municipality  [لغات أخرى]‏ مع Kythrea ‏ باتفاقية توأمة منذ 1996.[49]
- ترتبط ليتوخورو مع غرمسوغيا [الإنجليزية]‏ باتفاقية توأمة.[42]
- ترتبط Skyros Municipality  [لغات أخرى]‏ مع Kato Polemidia [الإنجليزية]‏ باتفاقية توأمة.[20]
- ترتبط ميسولونغي مع فاماغوستا باتفاقية توأمة.
- ترتبط Volvi (municipality) [الإنجليزية]‏ مع بوليس [الإنجليزية]‏ باتفاقية توأمة.[43]
- ترتبط Corfu Municipality  [لغات أخرى]‏ مع Paphos Municipality  [لغات أخرى]‏ باتفاقية توأمة منذ 1994.[31][31][45][45]
- ترتبط Pythagorio Municipal Unit  [لغات أخرى]‏ مع Kyrenia Municipality  [لغات أخرى]‏ باتفاقية توأمة منذ 4 أغسطس 1994.[33]
- ترتبط Sparta Municipality  [لغات أخرى]‏ مع Lapithos ‏ باتفاقية توأمة منذ 2011.[18][18][50][50]
- ترتبط Acharnes Municipality  [لغات أخرى]‏ مع دالي باتفاقية توأمة منذ 2008.[51]
- ترتبط Florina Municipality  [لغات أخرى]‏ مع Geri, Cyprus [الإنجليزية]‏ باتفاقية توأمة منذ 21 أغسطس 2016.[52][53]
- ترتبط Kameiros (municipality) [الإنجليزية]‏ مع Dromolaxia–Meneou Municipality [الإنجليزية]‏ باتفاقية توأمة منذ 1995.[54]
- ترتبط Amyndeo Municipality  [لغات أخرى]‏ مع Karavas ‏ باتفاقية توأمة.
- ترتبط Trikkaion Municipality  [لغات أخرى]‏ مع Ypsonas [الإنجليزية]‏ باتفاقية توأمة منذ 4 يونيو 2018.[55][56]
- ترتبط ماريتسا مع Pano Polemidia [الإنجليزية]‏ باتفاقية توأمة منذ 22 يونيو 1997.[25]
- ترتبط زوغرافو مع Aglandjia [الإنجليزية]‏ باتفاقية توأمة منذ 28 مارس 1988.[38]
- ترتبط أثينا مع نيقوسيا باتفاقية توأمة منذ 18 سبتمبر 1991.
- ترتبط Mandraki [الإنجليزية]‏ مع Lapithos ‏ باتفاقية توأمة منذ 16 يونيو 1996.[57]
- ترتبط نيا إيونيا مع Lefkoniko [الإنجليزية]‏ باتفاقية توأمة منذ 24 مارس 2008.[58]
- ترتبط Kythira Municipality  [لغات أخرى]‏ مع Karavas ‏ باتفاقية توأمة.
- ترتبط Municipality of Patras  [لغات أخرى]‏ مع Famagusta Municipality  [لغات أخرى]‏ باتفاقية توأمة منذ 1995.[23][23][24][24]
- ترتبط بيراما مع Agios Athanasios, Cyprus [الإنجليزية]‏ باتفاقية توأمة منذ 30 سبتمبر 2000.[59][60]
- ترتبط Aigialeia [الإنجليزية]‏ مع Kyrenia Municipality  [لغات أخرى]‏ باتفاقية توأمة منذ 2011.[33]
- ترتبط أليكساندروبولي مع Lakatamia [الإنجليزية]‏ باتفاقية توأمة.
- ترتبط Ioannina Municipality  [لغات أخرى]‏ مع أيا نابا باتفاقية توأمة منذ 1997.[23][23][24][24]
- ترتبط Delfi Municipality  [لغات أخرى]‏ مع Larnaca Municipality  [لغات أخرى]‏ باتفاقية توأمة منذ 2011.[30]
- ترتبط Serres Municipality  [لغات أخرى]‏ مع أيا نابا باتفاقية توأمة منذ 13 مايو 2017.[61]
- ترتبط South Pelion [الإنجليزية]‏ مع Lapithos ‏ باتفاقية توأمة منذ 2011.[62]
- ترتبط Pylaia-Chortiatis [الإنجليزية]‏ مع Latsia [الإنجليزية]‏ باتفاقية توأمة منذ 3 سبتمبر 2018.[33][33][63][63]
- ترتبط Agios Ioannis  [لغات أخرى]‏ مع Agios Ioannis, Limassol [الإنجليزية]‏ باتفاقية توأمة منذ 27 يوليو 1996.[64]
- ترتبط إيليوبولي مع Larnaca Municipality  [لغات أخرى]‏ باتفاقية توأمة منذ 29 سبتمبر 2000.[30]
- ترتبط Alexandroupolis Municipality  [لغات أخرى]‏ مع Lakatamia [الإنجليزية]‏ باتفاقية توأمة منذ 1993.[19]
- ترتبط Pineios (municipality) [الإنجليزية]‏ مع بوليس [الإنجليزية]‏ باتفاقية توأمة.[43]
- ترتبط Kalavryta Municipality  [لغات أخرى]‏ مع Morphou [الإنجليزية]‏ باتفاقية توأمة.[18]
- ترتبط نيا إريثرايا مع Kyrenia Municipality  [لغات أخرى]‏ باتفاقية توأمة منذ 7 يونيو 2001.[33]
- ترتبط Naxos and Lesser Cyclades [الإنجليزية]‏ مع Akanthou [الإنجليزية]‏ باتفاقية توأمة منذ 2011.[65]
- ترتبط Zagora-Mouresi [الإنجليزية]‏ مع أراديبو [الإنجليزية]‏ باتفاقية توأمة منذ 2011.[66]
- ترتبط بلدية أثينا [الإنجليزية]‏ مع Nicosia Municipality [الإنجليزية]‏ باتفاقية توأمة منذ 1998.[31][31][67][67]
- ترتبط Rodos Municipality  [لغات أخرى]‏ مع ستروفولوس باتفاقية توأمة منذ 19 يونيو 1970.[23][23][24][24]
- ترتبط بروزة مع Agros, Cyprus [الإنجليزية]‏ باتفاقية توأمة.
- ترتبط Glyfada Municipality  [لغات أخرى]‏ مع Larnaca Municipality  [لغات أخرى]‏ باتفاقية توأمة منذ 28 أبريل 1998.[30]
- ترتبط Salamina Municipal Unit  [لغات أخرى]‏ مع Famagusta Municipality  [لغات أخرى]‏ باتفاقية توأمة منذ 1998.[31]
- ترتبط بانوراما مع Kyrenia Municipality  [لغات أخرى]‏ باتفاقية توأمة منذ 9 نوفمبر 2002.[33]
- ترتبط Lamia Municipality  [لغات أخرى]‏ مع Paphos Municipality  [لغات أخرى]‏ باتفاقية توأمة.[45]
- ترتبط Samos Municipality  [لغات أخرى]‏ مع Kyrenia Municipality  [لغات أخرى]‏ باتفاقية توأمة منذ 2011.[33]
- ترتبط Agioi Anargyroi-Kamatero [الإنجليزية]‏ مع Lysi [الإنجليزية]‏ باتفاقية توأمة منذ 2011.[68]
- ترتبط Lesbos Municipality  [لغات أخرى]‏ مع Paphos Municipality  [لغات أخرى]‏ باتفاقية توأمة منذ 2011.[45][45][69][69]
- ترتبط Kalamaria Municipality  [لغات أخرى]‏ مع Paphos Municipality  [لغات أخرى]‏ باتفاقية توأمة.[45]
- ترتبط Argos-Mykines [الإنجليزية]‏ مع إيبسكوبي [الإنجليزية]‏ باتفاقية توأمة منذ 2010.[70][71][72]
- ترتبط Syros-Ermoupoli Municipality  [لغات أخرى]‏ مع Morphou [الإنجليزية]‏ باتفاقية توأمة.[18]
- ترتبط Chania Municipality  [لغات أخرى]‏ مع Paphos Municipality  [لغات أخرى]‏ باتفاقية توأمة منذ 2010.[31][43][45][45]
- ترتبط Kozani Municipality  [لغات أخرى]‏ مع Pano Lefkara [الإنجليزية]‏ باتفاقية توأمة منذ 2011.[37]
- ترتبط Kos Municipality  [لغات أخرى]‏ مع Pano Polemidia [الإنجليزية]‏ باتفاقية توأمة منذ 2010.[25][73][74]
- ترتبط Lykovrysi-Pefki [الإنجليزية]‏ مع ستروفولوس باتفاقية توأمة منذ 2011.[44]
- ترتبط Heraklion Municipality  [لغات أخرى]‏ مع ليماسول  [لغات أخرى]‏ باتفاقية توأمة منذ 25 مارس 1989.[23][24]

## منظمات دولية مشتركة
يشترك البلدان في عضوية مجموعة من المنظمات الدولية، منها:
| علم المنظمة | اسم المنظمة                               | تاريخ انضمام اليونان | تاريخ انضمام قبرص |
| ----------- | ----------------------------------------- | -------------------- | ----------------- |
|             | المنظمة الأوروبية لسلامة الملاحة الجوية   | 1988                 | 1991              |
|             | المنظمة الهيدروغرافية الدولية             | ?                    | ?                 |
|             | منظمة الشرطة الجنائية الدولية             | ?                    | ?                 |
|             | الاتحاد البريدي العالمي                   | ?                    | ?                 |
|             | منظمة التجارة العالمية                    | 1995                 | ?                 |
|             | الفريق المعني برصد الأرض                  | ?                    | ?                 |
|             | مجموعة الموردين النوويين                  | ?                    | ?                 |
|             | مؤسسة التنمية الدولية                     | 9 يناير 1962         | 2 مارس 1962       |
|             | منظمة الأمن والتعاون في أوروبا            | 25 يونيو 1973        | 25 يونيو 1973     |
|             | مؤسسة التمويل الدولية                     | 26 سبتمبر 1957       | 2 مارس 1962       |
|             | مجلس أوروبا                               | 9 أغسطس 1949         | ?                 |
|             | منظمة حظر الأسلحة الكيميائية              | ?                    | ?                 |
|             | الأمم المتحدة                             | 25 أكتوبر 1945       | 20 سبتمبر 1960    |
|             | الاتحاد الدولي للاتصالات                  | 1866                 | 24 أبريل 1961     |
|             | الاتحاد الأوروبي                          | 1981                 | 1 مايو 2004       |
|             | البنك الدولي للإنشاء والتعمير             | 27 ديسمبر 1945       | 21 ديسمبر 1961    |
|             | مجموعة أستراليا                           | 1985                 | 2000              |
|             | المركز الدولي لتسوية المنازعات الاستشارية | 21 مايو 1969         | 25 ديسمبر 1966    |
|             | وكالة ضمان الاستثمار متعدد الأطراف        | 30 أغسطس 1993        | 12 أبريل 1988     |
|             | يونسكو                                    | 4 نوفمبر 1946        | 6 فبراير 1961     |

## أعلام
هذه قائمة لبعض الشخصيات التي تربطها علاقات بالبلدين:
- سربل (مغني) (مغني من المملكة المتحدة، 14 مايو 1981 – )

## وصلات خارجية
- موقع وزارة الخارجية اليونانية
- موقع وزارة الخارجية القبرصية